# Platyspathius bisignatus
Platyspathius bisignatus är en stekelart som först beskrevs av Walker 1860.  Platyspathius bisignatus ingår i släktet Platyspathius och familjen bracksteklar. Inga underarter finns listade i Catalogue of Life.